# Bộ Giao thông Vận tải (Việt Nam)
Bộ Giao thông vận tải là cơ quan cũ của Chính phủ Việt Nam, thực hiện chức năng quản lý nhà nước về giao thông vận tải đường bộ, đường sắt, đường thủy nội địa, hàng hải, hàng không trong phạm vi cả nước; quản lý nhà nước các dịch vụ công theo quy định của pháp luật.
Ngày 18 tháng 2 năm 2025, Bộ này sáp nhập, hợp nhất với Bộ Xây dựng và kết thúc hoạt động, theo Nghị quyết của Quốc hội Việt Nam trong phiên họp không thường kỳ.

## Lịch sử phát triển
Ngay sau khi Cách mạng Tháng Tám thành công, ngày 28/8/1945, Hồ Chủ tịch đã chính thức ký quyết định thành lập Bộ Giao thông công chính thuộc Chính phủ nước Việt Nam Dân chủ Cộng hòa và giao cho nhân sĩ yêu nước Đào Trọng Kim làm Bộ trưởng.
Năm 1955, Chính phủ đã quyết định đổi tên Bộ Giao thông Công chính thành Bộ Giao thông và Bưu điện do ông Nguyễn Văn Trân làm Bộ trưởng.
Năm 1960, Bộ Giao thông và Bưu điện đổi tên thành Bộ Giao thông vận tải.
Năm 1990, Bộ Giao thông vận tải hợp nhất với Tổng cục Bưu điện và Cục Hàng không dân dụng thành Bộ Giao thông vận tải và Bưu điện.
Năm 1992, ngành Bưu điện và ngành Hàng không tách ra khỏi Bộ Giao thông vận tải và Bưu điện. Bộ Giao thông trở lại tên cũ là Bộ Giao thông vận tải từ đó cho đến nay. Tuy nhiên, đến năm 2003, Cục Hàng không dân dụng trở lại trực thuộc Bộ Giao thông vận tải.
Theo chủ trương tinh gọn bộ máy của Đảng Cộng sản Việt Nam, ngày 18 tháng 2 năm 2025, theo Nghị quyết của Quốc hội Việt Nam, Bộ này sáp nhập với Bộ Xây dựng và kết thúc hoạt động.

## Nhiệm vụ và quyền hạn
Căn cứ theo Nghị định số 123/2016/NĐ-CP ngày 1/9/2016 của Chính phủ quy định chức năng, nhiệm vụ, quyền hạn và cơ cấu tổ chức của bộ, cơ quan ngang bộ, và Nghị định số 56/2022/NĐ-CP ngày 24/8/2022 của Chính phủ quy định chức năng, nhiệm vụ, quyền hạn và cơ cấu tổ chức của Bộ Giao thông vận tải, Bộ thực hiện chức năng quản lý nhà nước về các lĩnh vực chính:
1. Kết cấu hạ tầng giao thông đường bộ, đường sắt, đường thủy nội địa, hàng hải và hàng không dân dụng.
2. Phương tiện giao thông, các tổng thành, hệ thống, linh kiện phụ tùng của phương tiện giao thông; phương tiện, thiết bị thăm dò, khai thác, vận chuyển trên biển; phương tiện, thiết bị xếp dỡ, thi công chuyên dùng; máy, thiết bị, vật tư có yêu cầu nghiêm ngặt về an toàn, vệ sinh lao động trong giao thông vận tải (trừ phương tiện phục vụ vào mục đích quốc phòng, an ninh và tàu cá) và trang bị, thiết bị kỹ thuật chuyên dùng.
3. Vận tải đường bộ, đường sắt, đường thủy nội địa, hàng hải[6], hàng không dân dụng và vận tải đa phương thức.
4. An ninh, an toàn giao thông.
5. Môi trường trong hoạt động giao thông vận tải.
6. Dịch vụ công (trong ngành, lĩnh vực thuộc phạm vi quản lý nhà nước của bộ theo quy định của pháp luật).
7. Doanh nghiệp, hợp tác xã (trong lĩnh vực giao thông vận tải).
8. Hợp tác công - tư (về dự án kết cấu hạ tầng giao thông).
9. Quy định việc đào tạo, huấn luyện, sát hạch, cấp, công nhận, thu hồi giấy phép, bằng, chứng chỉ chuyên môn cho người điều khiển phương tiện giao thông, người vận hành phương tiện, thiết bị chuyên dùng trong giao thông vận tải (trừ người điều khiển phương tiện, thiết bị chuyên dùng phục vụ vào mục đích quốc phòng, an ninh và tàu cá); đăng kiểm viên, nhân viên nghiệp vụ kiểm định và đối tượng làm việc đặc thù trong lĩnh vực giao thông vận tải theo thẩm quyền.

## Tổ chức Đảng
- Xem thêm: Đảng ủy Bộ Giao thông vận tải

## Cơ cấu tổ chức
Theo các Nghị định của Chính phủ Việt Nam:

### Khối cơ quan thực hiện chức năng tham mưu và quản lý chuyên ngành

#### Các đơn vị tham mưu, tổng hợp
- Văn phòng Bộ
- Thanh tra Bộ[9]
- Vụ Kế hoạch - Đầu tư
- Vụ Tổ chức cán bộ
- Vụ Tài chính
- Vụ Pháp chế
- Vụ Khoa học - Công nghệ và Môi trường
- Vụ Hợp tác quốc tế
- Vụ Kết cấu hạ tầng giao thông
- Vụ Vận tải
- Vụ Quản lý doanh nghiệp (không được quy định, tiếp tục duy trì hoạt động theo quy định hiện hành cho đến khi Bộ hoàn thành việc tái cơ cấu Tổng công ty Công nghiệp Tàu thủy)

#### Các đơn vị chuyên ngành
- Cục Đường bộ Việt Nam
- Cục Đường cao tốc Việt Nam
- Cục Đăng kiểm Việt Nam
- Cục Đường sắt Việt Nam
- Cục Đường thủy nội địa Việt Nam
- Cục Hàng hải Việt Nam
- Cục Hàng không Việt Nam
- Cục Quản lý đầu tư xây dựng
- Cục Y tế Giao thông vận tải (không được quy định, tiếp tục duy trì hoạt động theo quy định hiện hành cho đến khi Bộ hoàn thành việc bàn giao nguyên trạng các cơ sở y tế cho các đơn vị liên quan)

### Khối tổ chức sự nghiệp và các ban quản lý dự án trực thuộc bộ

#### Các đơn vị sự nghiệp phục vụ chức năng quản lý nhà nước
- Trung tâm Công nghệ thông tin
- Báo Giao thông
- Tạp chí Giao thông vận tải
- Viện Chiến lược và Phát triển giao thông vận tải
- Trường Cán bộ quản lý giao thông vận tải

#### Khối Giáo dục, đào tạo
- Học viện Hàng không Việt Nam
- Trường Đại học Hàng hải Việt Nam
- Trường Đại học Giao thông vận tải Thành phố Hồ Chí Minh
- Trường Đại học Công nghệ Giao thông vận tải
- Trường Cao đẳng Giao thông vận tải Trung ương I
- Trường Cao đẳng Giao thông vận tải Trung ương II
- Trường Cao đẳng Giao thông vận tải Trung ương III
- Trường Cao đẳng Giao thông vận tải Trung ương IV
- Trường Cao đẳng Giao thông vận tải Trung ương V
- Trường Cao đẳng Giao thông vận tải Trung ương VI

#### Khối Viện
- Viện Khoa học và Công nghệ Giao thông vận tải

#### Khối Ban quản lý dự án
- Ban Quản lý dự án đường Hồ Chí Minh
- Ban Quản lý dự án 2 (PMU2)
- Ban Quản lý dự án 6 (PMU6)
- Ban Quản lý dự án 7 (PMU7)
- Ban Quản lý dự án 85 (PMU85)
- Ban Quản lý dự án Thăng Long (PMU Thăng Long)
- Ban Quản lý dự án Mỹ Thuận (PMU Mỹ Thuận)
- Ban Quản lý các dự án Đường thủy (PMU-W)
- Ban Quản lý dự án Hàng hải
- Ban Quản lý dự án Đường sắt

### Các doanh nghiệp trực thuộc
- Tổng công ty Bảo đảm an toàn hàng hải Miền Bắc
- Tổng công ty Bảo đảm an toàn hàng hải Miền Nam
- Tổng công ty Quản lý bay Việt Nam
- Tổng công ty Công nghiệp tàu thủy Việt Nam
- Công ty TNHH MTV Thông tin điện tử hàng hải Việt Nam
- Công ty TNHH MTV Nhà xuất bản Giao thông vận tải

- Tổng công ty Xây dựng đường thủy - CTCP
- Công ty cổ phần Bệnh viện Giao thông vận tải

## Thứ trưởng qua các thời kỳ
- Nguyễn Phúc Thông (1945 - 1946) thứ trưởng bộ giao thông đầu tiên.
- Đặng Phúc Thông (1946 1951)
- Dương Bạch Liên (1960 - 1974)
- Bùi Danh Lưu (1982 - 1986)
- Lê Ngọc Hoàn (1989 - 1996)
- Đào Đình Bình (1996 - 2002)
- Phạm Quang Tuyến (1997 - 2004)
- Nguyễn Tiến Sâm (2002 - 2007)
- Nguyễn Việt Tiến (1999-2007)
- Phạm Quý Tiêu (2009 - 2016)
- Nguyễn Hồng Trường (2007 - 2017)
- Nguyễn Văn Công  (2012 - 2020)
- Nguyễn Văn Thể (2013 - 2015)
- Nguyễn Nhật (2015 - 2021)
- Nguyễn Ngọc Đông (2010 - 2022)
- Lê Đình Thọ (2013 - nay)
- Lê Anh Tuấn (2019 - nay)
- Nguyễn Duy Lâm (2021 - nay)
- Nguyễn Xuân Sang (2021 - nay)
- Nguyễn Danh Huy (2022 - nay)